# Snipping Tool
Snipping Tool ist eine in Windows-Betriebssystemen integrierte Software zum Aufnehmen von Screenshots. Sie ist seit Windows Vista in allen Windows-Systemen für Personal Computer enthalten.

## Funktionen
Mit dem Tool lassen sich Screenshots des Windows-Betriebssystems anfertigen, dafür hat man die Wahl:
- Aufnahme eines rechteckigen Bereichs mit der Maus
- Auswahl einzelner Fenster zum Aufnehmen
- Stift zum Aufnehmen eines Bereichs
- Aufnahme des gesamten Bildschirminhalts

Das Snipping Tool ermöglicht ebenfalls eine grundlegende Bildbearbeitung des Screenshots mit verschiedenfarbigen Stiften, einem Radiergummi und einem Textmarker. Die Aufnahmen können als Bilddatei (PNG-, GIF- oder JPEG-Datei) oder als MHTML-Datei gespeichert oder per E-Mail versendet werden.
Seit dem Update vom 14. März 2023 kann man mit dem Snipping Tool auch Bildschirmvideos machen. Im Herbst 2023 kam eine Funktion dazu, um Text in Bildern zu erkennen und zu kopieren (OCR).

## Geschichte
Das Tool wurde erstmals 2002 als PowerToy in der Windows XP Tablet PC Edition veröffentlicht. Bevor es ein Standardtool bei Windows Vista wurde, war es ab 2005 im Experience Pack der Windows XP Tablet PC Edition enthalten.
Seit Windows 10 existiert eine zusätzliche „Verzögerungs“-Funktion, die eine zeitgesteuerte Erfassung von Screenshots ermöglicht. In Windows 10 Version 1809 wurde „Snipping Tool“ offiziell durch ein neues Tool namens Ausschneiden und skizzieren (engl. Snip & Sketch) ersetzt, es ist jedoch noch weiterhin in Windows 10 enthalten.
In Windows 11 wurden sowohl Ausschneiden und Skizzieren als auch das klassische Snipping Tool durch eine neue Version ersetzt, die fortan wieder den Namen Snipping Tool trägt.
In veralteten Versionen vom Snipping Tool in Windows 11 und Ausschneiden und Skizzieren in Windows 10 gab es eine Sicherheitslücke (Acropalypse-Lücke).